# 네팔 홍차
네팔 홍차는 네팔에서 생산되는 홍차를 일컬으며, 현재는 인도령인 다르질링과의 접경 지대에서 주로 생산되기 때문에 다르질링 홍차로 오해되는 경우도 있다. 다음과 같이 네 번의 수확기가 있다.(CTC 제법으로 생산된 것은 제외)
- 첫물차 (또는 퍼스트 플러시, First flush) - 부드럽고 가벼운 향과 맛이 특징이다.
- 두물차 (또는 세컨드 플러시, Second flush) - 역시 부드럽지만, 향이 좀 더 짙다.
- 여름차 (또는 몬순 플러시, Monsoon flush) - 향과 맛이 짙고, 수색이 어둡다.
- 세물차 (또는 가을차, 오텀널 플러시, Autumnal flush) - 비-다르질링 계열의 홍차처럼 강하다.

## 같이 보기
- 베트남 홍차
- 다르질링 홍차